# Sertifera purpurea
Sertifera purpurea är en orkidéart som beskrevs av John Lindley och Heinrich Gustav Reichenbach. Sertifera purpurea ingår i släktet Sertifera och familjen orkidéer. Inga underarter finns listade i Catalogue of Life.